# Comuna Drăgușenii Noi, Hîncești
Comuna Drăgușenii Noi este o comună din raionul Hîncești, Republica Moldova. Este formată din satele Drăgușenii Noi (sat-reședință) și Horodca.

## Demografie
Conform datelor recensământului din 2014, comuna are o populație de 1.865 de locuitori. La recensământul din 2004 erau 2.259 de locuitori.

## Administrație și politică
Componența Consiliului local Drăgușenii Noi (11 consilieri), ales la 5 noiembrie 2023, este următoarea:
|  | Partid                            | Consilieri | Componență | Componență | Componență | Componență | Componență | Componență |
|  | --------------------------------- | ---------- | ---------- | ---------- | ---------- | ---------- | ---------- | ---------- |
|  | Partidul Social Democrat European | 6          |            |            |            |            |            |            |
|  | Partidul Acțiune și Solidaritate  | 4          |            |            |            |            |            |            |
|  | Platforma Demnitate și Adevăr     | 1          |            |            |            |            |            |            |